# Riho Grünthal

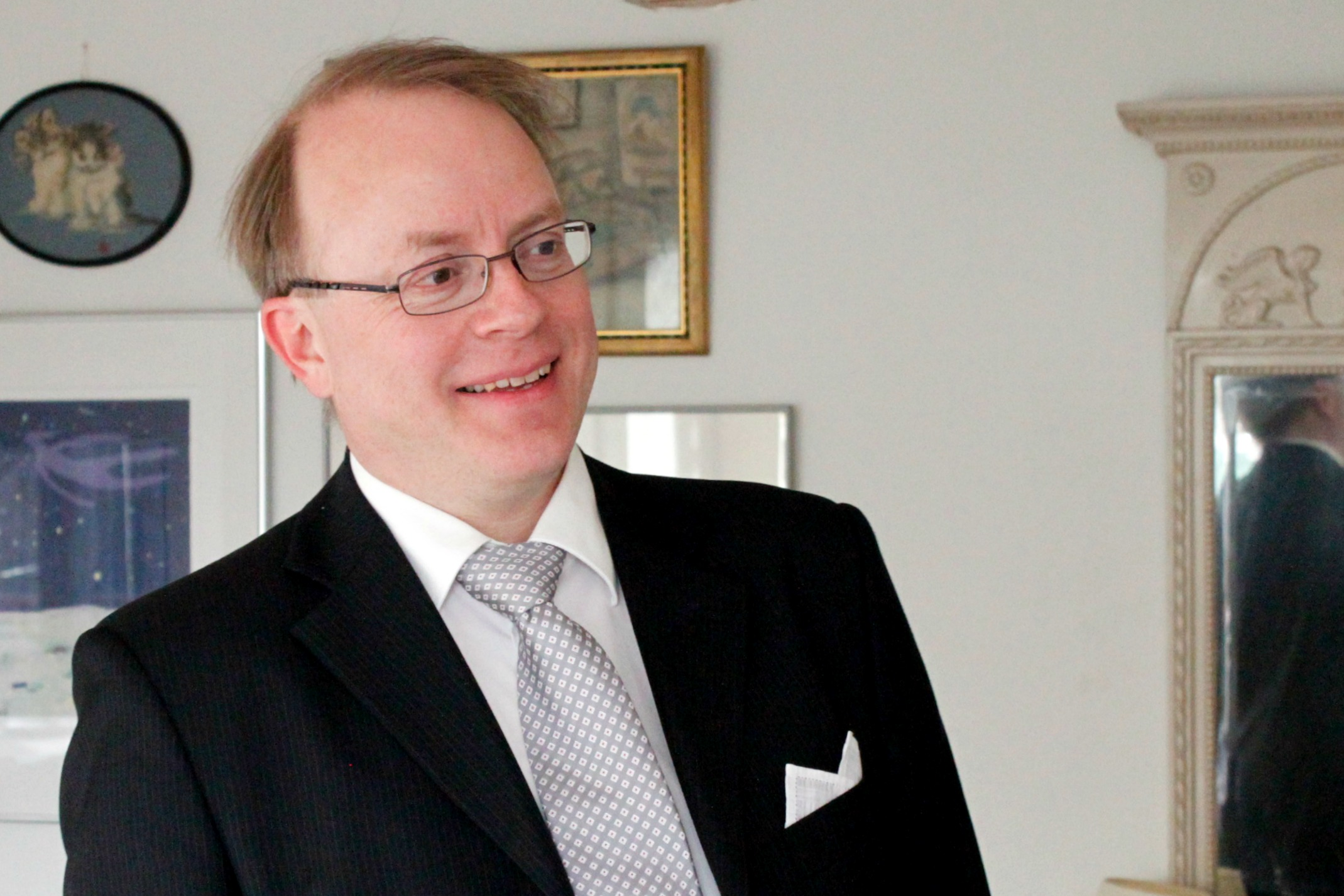
Riho Grünthal im Jahr 2014

Riho Manivald Villem Grünthal (* 22. Mai 1964 in Helsinki) ist ein finnischer Finnougrist.

## Wissenschaftlicher Werdegang
Grünthal studierte seit dem Wintersemester 1983/1984 an der Universität Helsinki Finnougristik und Fennistik und schloss das Studium 1990 mit dem Magister (finn. Filosofian maisteri, FM) ab. 1996 absolvierte er die Lizentiatenprüfung, und 2003 wurde er zum Dr. phil. promoviert. Seit 2005 ist Grünthal Inhaber des Lehrstuhls für Ostseefinnische Sprachen an der Universität Helsinki.
Grünthal studierte auch ein Jahr in Budapest und unternahm u. a. Reisen in Mari El und Mordwinien. Außerdem führte er Feldforschungen bei den Wepsen durch. Sein Forschungsschwerpunkt liegt auf den kleineren ostseefinnischen Sprachen, insbesondere dem Wepsischen, der finnisch-ugrischen Etymologie und der ostseefinnischen Sprachtypologie.
Grünthal ist stellvertretender Vorsitzender der Finnisch-Ugrischen Gesellschaft und Mitglied des Internationalen Komitees für die Finnougristik-Kongresse (ICFUC).
Von 1987 bis 1990 war Grünthal Redakteur der Zeitschrift estonia (ISSN 0930-8792), die sich für die Verbreitung von Informationen über die estnische Literatur vor allem außerhalb Estlands einsetzte.

## Persönliches
Grünthals Großvater väterlicherseits war der estnische Dichter und Wissenschaftler Villem Grünthal-Ridala.

## Schriften (Auswahl)
als Autor, Monografien
- Livvistä liivin. Itämerensuomalaiset etnonyymit. Helsinki: Suomalais-ugrilainen laitos 1997 (Castrenianumin Toimitteita 51).
- Finnic adpositions and cases in change. Helsinki: Suomalais-ugrilainen seura 2003 (Mémoires de la Société Finno-Ougrienne 244).
- Vepsän kielioppi. Helsinki: Suomalais-Ugrilainen seura 2015 (Apuneuvoja suomalais-ugrilaisten kielten opintoja varten XVII).

als Autor, Aufsätze
- Kansainvälinen fennougristiopiskelijoiden tapaaminen.  – Virittäjä 92 (1988), 529–532.
- 1991: Marilaisten ja mordvalaisten arkipäivä ja kansallistietoisuus.  – Kieliposti 4/1991, 24–33.
- Sananmuodostus ja johtimien merkitys eräiden marin sanojen etymologiassa.  – Journal de la Société Finno-Ougrienne 86 (1995), 87–102.
- Suomen alkuperä.  – Virittäjä 103 (1999), 99–109.
- Analyzing the Finnic ethnonyms.  – Folia Uralica Debreceniensa 6 (1999), 39–56.
- Homonymy and systemacy in Estonian inflection.  – Keele kannul. Pühendusteos Mati Erelti 60. sünnipäevaks 12. märtsil 2001. Koostanud ja toimetanud Reet Kasik. Tartu: Tartu Ülikooli Eesti Keele Õppetool 2001 (Tartu Ülikooli Eesti Keele Õppetooli Toimetised 17), 42–61.
- Prehistoric contacts between Mordvin and Indo-European. – Finno-Ugrians and Indo-Europeans: Linguistic and Literary Contacts. Proceedings of the Symposium at the University of Groningen, November 22–24, 2001. Ed. by Rogier Blokland & Cornelius Hasselblatt. Maastricht: Shaker 2002 (Studia Fenno-Ugrica Groningana 2), 84–91.
- Finno-Ugric 'dog' and 'wolf'. – Etymologie, Entlehnungen und Entwicklungen. Festschrift für Jorma Koivulehto zum 70. Geburtstag. Herausgegeben von Irma Hyvärinen, Petri Kallio und Jarmo Korhonen unter Mitarbeit von Leena Kolehmainen. Helsinki 2004 (Mémoires de la Société Néophilologique de Helsinki 63), 83–96.
- Miksi itämerensuomessa on prepositioita? – Virittäjä 109 (2005), 28–51.
- The Mordvinic languages between bush and tree: A historical reappraisal. – Sámit, sánit, sátnehámit. Riepmočála Pekka Sammallahtii miessemánu 21. beaivve 2007. Doaimmahan Jussi Ylikoski ja Ante Aikio. Helsinki: Suomalais-ugrilainen seura / Société Finno-Ougrienne 2007 (Mémoires de la Société Finno-Ougrienne 253), 115–135.
- Finnic languages and Baltic Sea language area. – Incontri Linguistici 30 (2007), 29–48.
- Morphological change and the influence of language contact in Estonian. – Beiträge zur Morphologie. Germanisch, Baltisch, Ostseefinnisch. Hrsg. von Hans Fix. [Odense:] University Press of Southern Denmark. 2007, 403–432.
- Suomen kielen vaikutus viron kieleen. – Kielet kohtaavat. Toimittaneet Jyrki Kalliokoski, Lari Kotilainen ja Päivi Pahta. Helsinki: Suomalaisen Kirjallisuuden Seura 2009 (Tietolipas 227), 231–263.
- Kieliyhteisön rapautuminen ja kielellisen identiteetin muutos: 2000-luvun ersämordvalaiset ja vepsäläiset. – Kielissä kulttuurien ääni. Toimittaneet Anna Idström ja Sachiko Sosa. Helsinki: Suomalaisen Kirjallisuuden Seura 2009 (Tietolipas 228), 265–289.
- Population decline and the Erosion of the Veps Language Community. – Ethnic and Linguistic Context of Identity: Finno-Ugric Minorities. Ed. by Riho Grünthal & Magdolna Kovács. Helsinki 2011 (Uralica Helsingiensia 5), 267–293.

als Herausgeber
- (gemeinsam mit Sirpa Penttinen & Tapani Salminen) IFUSCO 1988. Proceedings of the Fifth International Finno-Ugrist Students’ Conference, Helsinki, 22-26 May 1988. Helsinki: Castrenianium & Finno-Ugrian Society 1989 (Castrenianumin Toimitteita 35).
- (gemeinsam mit Johanna Laakso) Oekeeta asijoo. Commentationes Fenno-Ugricae in honorem Seppo Suhonen sexagenarii. Helsinki: Suomalais-ugrilainen seura 1998 (Mémoires de la Société Finno-Ougrienne 228).
- Ennen, muinoin. Miten menneisyyttämme tutkitaan. Helsinki: Sumalaisen Kirjallisuuden Seura 2002 (Tietolipas 180).
- (gemeinsam mit Petri Kallio) A Linguistic Map of Prehistoric Northern Europe. Helsinki: Société Finno-Ougrienne 2012. (Mémoires de la Société Finno-Ougrienne 266).